# Vjekoslav Bevanda
Vjekoslav Bevanda (Mostar, 13. svibnja 1956.), hrvatski bosanskohercegovački političar, predsjedatelj Vijeća ministara BiH od 2012. do 2015. Između 2007. i 2011. bio je zamjenik predsjednika Vlade Federacije BiH i ministar financija FBiH. Od 2014. zastupnik je u Zastupničkom domu PS BiH.

## Životopis
Vjekoslav Bevanda rođen je u Mostaru u obitelji Vencela i Anice. U rodnom gradu je osnovnu školu 1971., a gimnaziju 1975. Nakon toga diplomirao je na Ekonomskom fakultetu Sveučilišta u Mostaru, smjer financije, u siječnju 1979. Završetkom studija, zaposlio se u Zrakoplovnoj industriji "Soko" Mostar, gdje je radio kao referent financiranja investicija, potom rukovoditelj Službe platnog prometa, ravnatelj Sektora bankarskih poslova, ravnatelj Posebne financijske službe te konačno kao ravnatelj Interne banke. Poduzeće "Soko" napustio je 1989.
Iduće godine zaposlio se u APRO banci u Mostaru gdje je radio kao ravnatelj financijskog sektora, a potom kao zamjenik ravnatelja i konačno kao ravnatelj banke. Radni odnos u banci okončao je 1993., nakon čega se zaposlio u Eurošped grupi Zagreb, kao član Upravnog odbora. Istovremeno je bio ravnatelj Nord Adria Trieste i Nord Adria Wien do 1999. Iduće godine zaposlio se u Euro centru u Splitu kao ravnatelj, gdje je ostao do 2001. Između 2001. i 2007. bio je ravnatelj Commerce bank d.d. Sarajevo, CBS bank d.d. Sarajevo, te NLB group - Filijala Mostar i Glavna filijala Mostar.
Nakon općih ibzora održanih 2006. Bevanda je imenovan zamjenikom predsjednika Vlade Federacije BiH i ministrom financija 30. ožujka 2007. u Vladi Nedžada Brankovića iz SDA. Na toj dužnosti je ostao do formiranja nove Federalne vlade u ožujku 2011.
Na općim izborima održanim u studenome 2011., Bevanda je bio kandidat za zastupnika u Zastupničkom domu Parlamenta FBiH. Dobio je mandat s 2917 glasova. Imenovan je mandatarom za sastav Vijeća ministara BiH 29. prosinca 2011. Novi saziv Vijeća ministara obrazovan je 12. siječnja 2012., od kada je Bevanda na dužnosti predsjedatelja.